# Buxus citrifolia
Buxus citrifolia là một loài thực vật thuộc họ Buxaceae. Loài này có ở Colombia, Panama, và Venezuela.